# Schloss Mergentheim

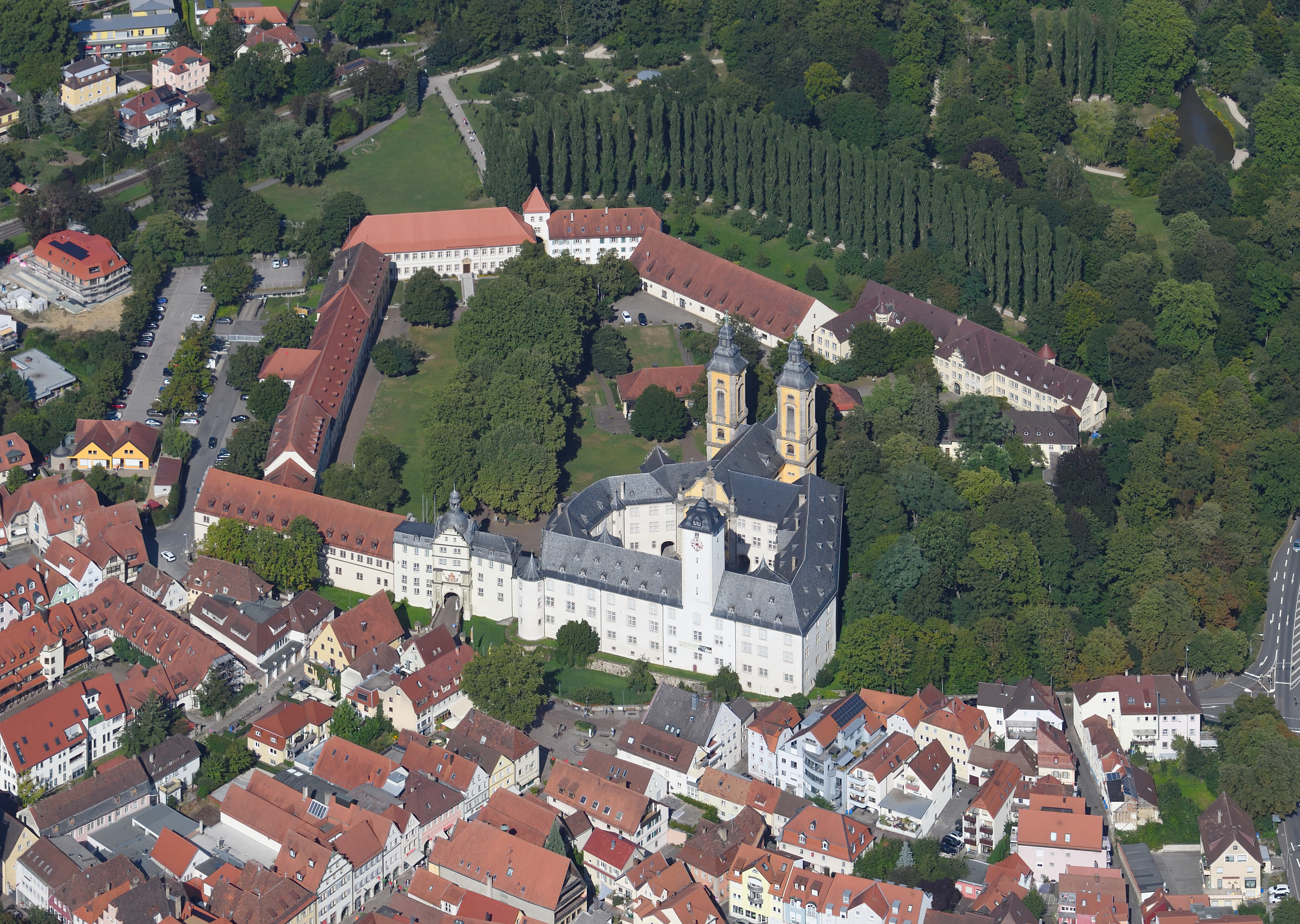
Deutschordensschloss mit Schlosskirche, Schlosshof und Schlossgarten

Das Schloss Mergentheim (ehemaliges Deutschordensschloss von Mergentheim) ist eine Schlossanlage der Renaissance und des Barock in Bad Mergentheim, einer Stadt im Main-Tauber-Kreis im nördlichen Baden-Württemberg. Das Schloss war ab dem 16. Jahrhundert bis zur Auflösung des Ordens 1809 der Hauptsitz der Hoch- und Deutschmeister des Deutschen Ordens. Die Anlage ist aus einer Burg des 11. Jahrhunderts hervorgegangen, die 1269 in den Besitz des Ordens gelangte und 1568 zur permanenten Residenz des Hochmeisters erklärt wurde. Die Hauptbauphasen stammen aus der zweiten Hälfte des 16. Jahrhunderts und aus dem 18. Jahrhundert.

## Geschichte
Das ehemalige Deutschordensschloss von Mergentheim geht nach Forschungsergebnissen von Wolfgang Hartmann (siehe unter Literatur) auf die vom letzten Grafen Heinrich von Rothenburg und seiner Gattin Geba von Mergentheim  errichtete Neuenburg zurück, die bisher noch nicht lokalisiert werden konnte. Diese Neuenburg entstand um 1090 am östlichen Rand des Siedlungskernes. Den historischen  Mittelpunkt des heutigen Bad Mergentheim bildete die 1058 erstmals erwähnte Burg der im Taubergau amtierenden Grafen von Mergentheim, die sehr wahrscheinlich auf dem Platz des Heilig-Geist-Spitals stand.
Im Jahr 1219 schenkten die drei Brüder Heinrich, Andreas und Friedrich von Hohenlohe, von einem Kreuzzug zurückgekehrt, zwei Burgen und weitere Besitzungen in Mergentheim dem neu gegründeten Deutschen Orden. Wie erschlossen werden konnte, war eine der beiden Burgen die alte Grafenburg, die andere eine benachbarte, jüngere Wehranlage. Letztere diente dem Deutschorden als erste örtliche Niederlassung (Komturei) und wurde später, nach dem Umzug des Ordens in die 1169 erworbene Neuenburg, als „öde Burg“ bezeichnet.
Die als Vorgängerin des Deutschordensschlosses erkannte Neuenburg des letzten Grafen von Rothenburg war über König Konrad III. an das Herrschergeschlecht der Staufer gelangt, die die Burg als Lehen an die Hohenlohe vergaben. 1269, kurz nach dem Untergang der Staufer, veräußerten die Hohenlohe die Burg an den Deutschen Orden, der sie als nunmehriges Domizil nutzte.
In der Folgezeit entwickelte sich die mehrfach ausgebaute Burg zur bevorzugten Residenz der Deutschmeister. Nach der Reformation wurde die Burg 1525 sogar der Hauptsitz der Hoch- und Deutschmeister und damit zur Zentrale des Deutschen Ordens, nachdem in den Bauernkriegen im selben Jahr die Burg Horneck zerstört worden war. Der Hauptstützpunkt des Deutschen Ordens blieb hier von 1527 bis 1809 erhalten. In dieser Zeit wurden bedeutende Gäste wie der Kaiser und einflussreiche Fürsten empfangen.

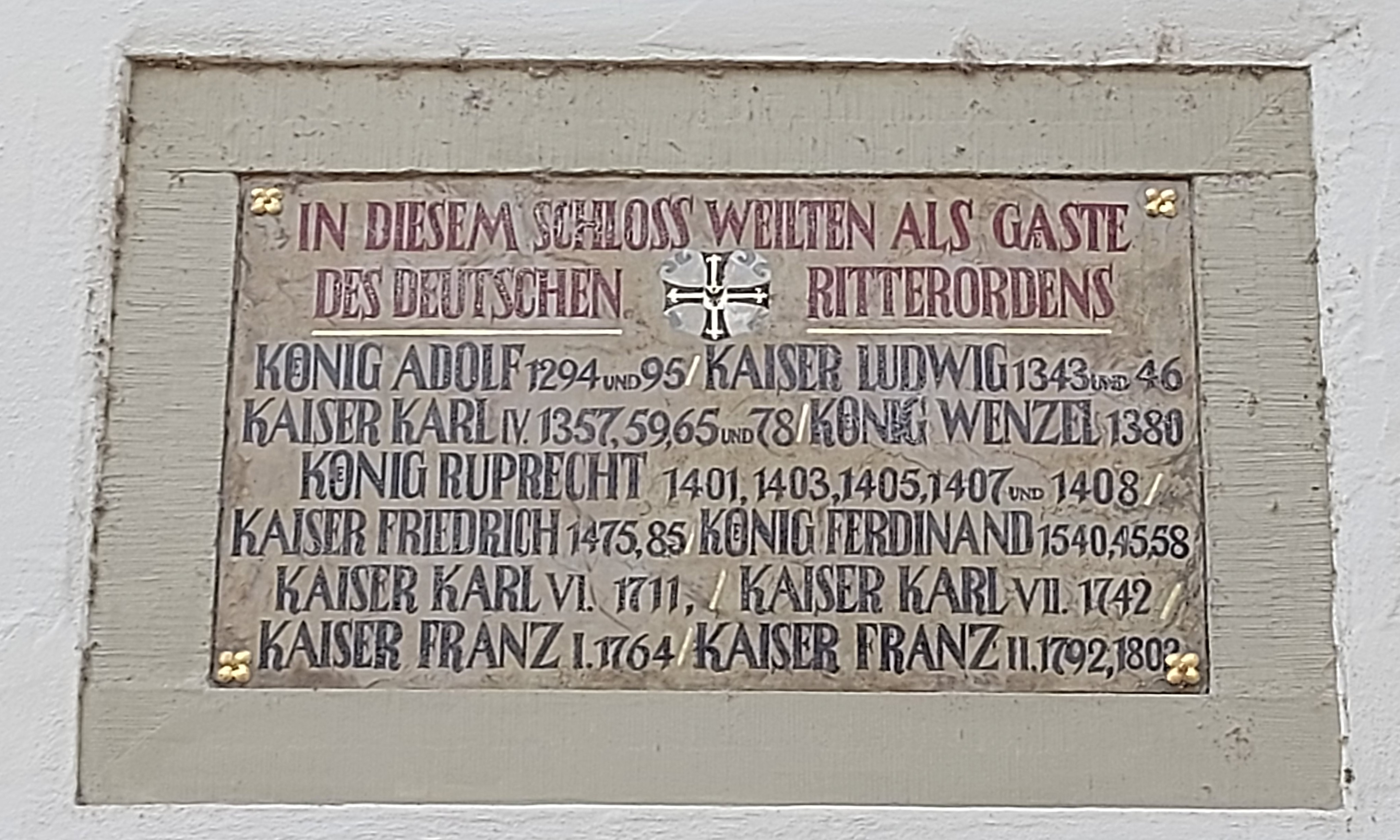
Könige und Kaiser im Schloss Mergentheim

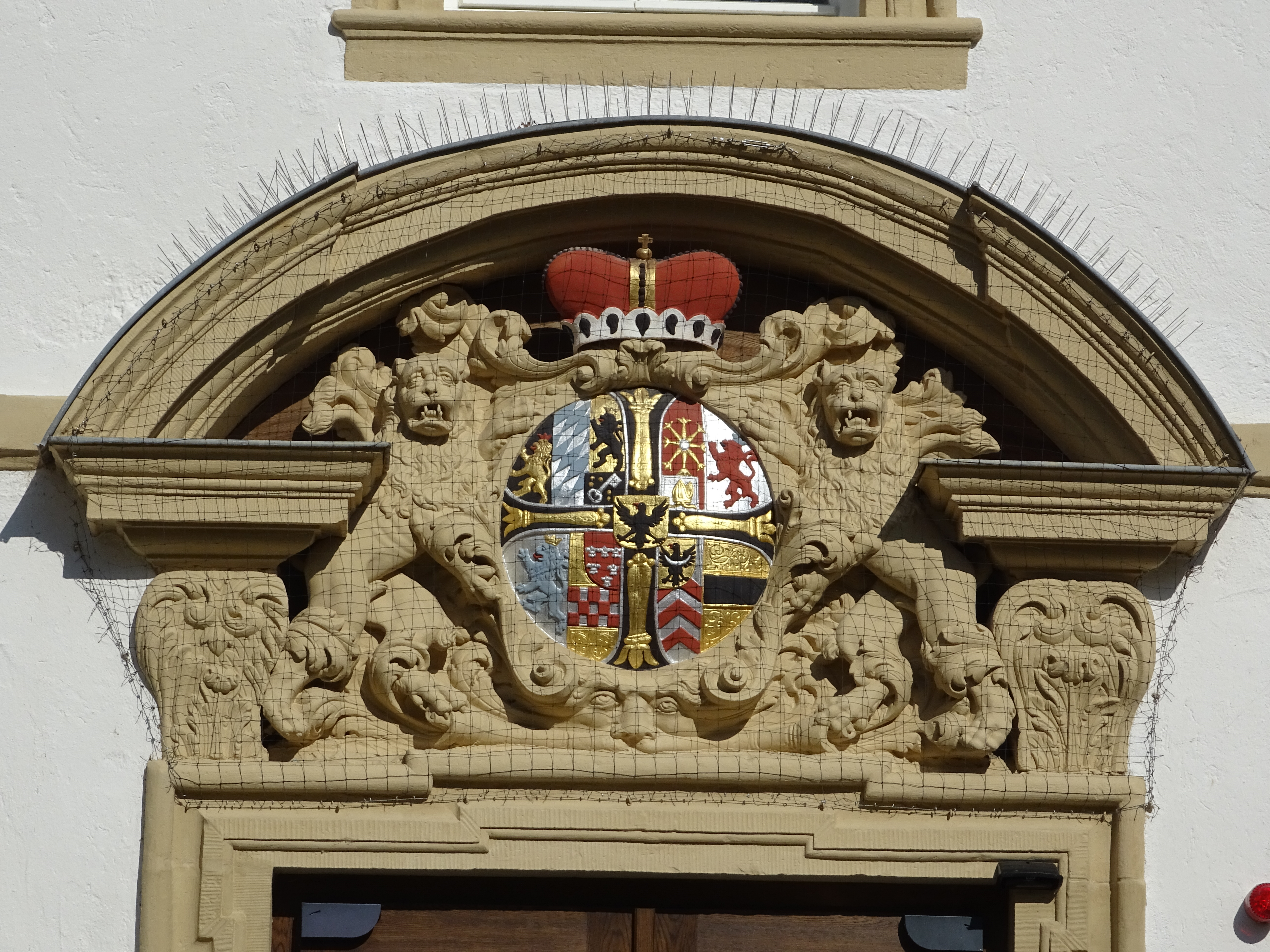
Wappen Ludwig Anton von Pfalz - Neuburg

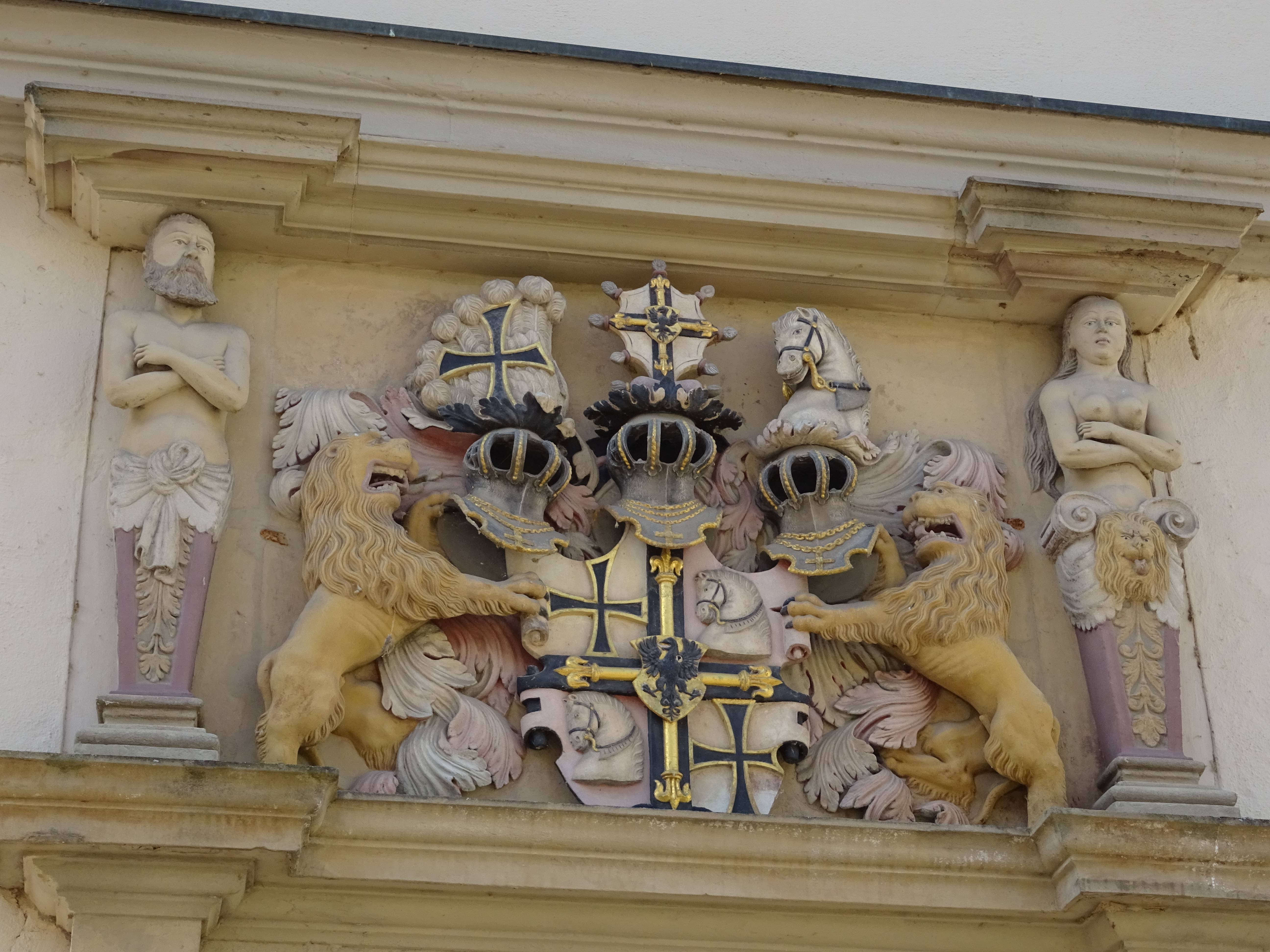
Wappen Georg Hund von Wenkheim

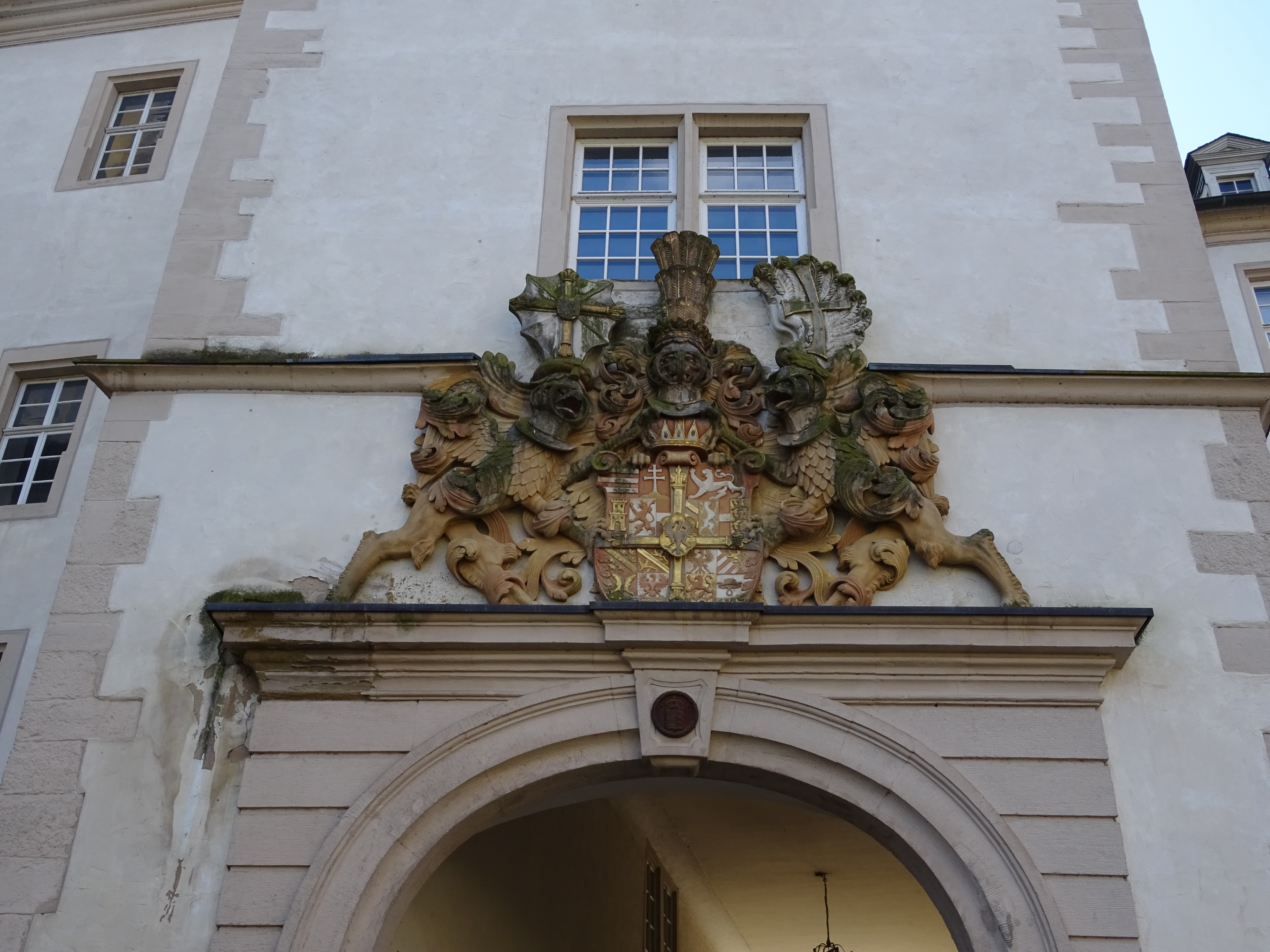
Wappen Maximilian III. (der Deutschmeister)

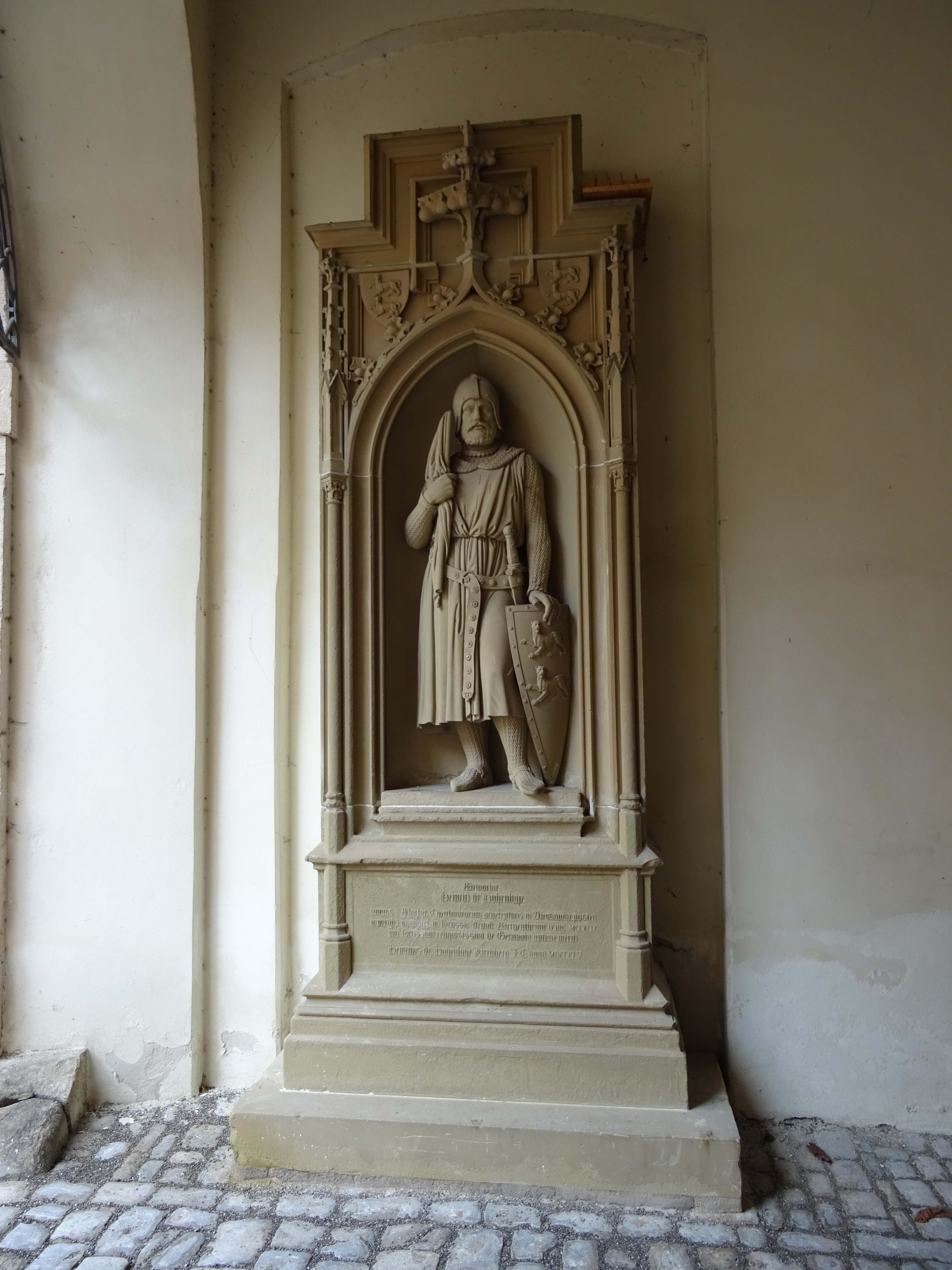
Heinrich von Hohenlohe (Statue Residenzschloss Bad Mergentheim, Entstanden in der Zeit des Historismus), Heinrich war Hochmeister des Deutschen Ordens und stiftete dem Deutschen Orden mit seinen Brüdern die Ländereien um Bad Mergentheim

Zwischen 1568 und 1628 wurde die mittelalterliche Wasserburg zum Schloss umgebaut. So entstand beispielsweise 1574 die Berwart-Treppe zwischen dem West- und dem Südflügel. Zwischen 1730 und 1799 wird die Anlage zu einem Barockschloss erweitert.
Mit der Säkularisation und der Aufhebung des Deutschen Ordens unter Napoleon erlosch 1809 nach 300 Jahren der höfische Glanz der Residenz der Hoch- und Deutschmeister in Mergentheim. In der Folge wurde Mergentheim ins Königreich Württemberg eingegliedert.

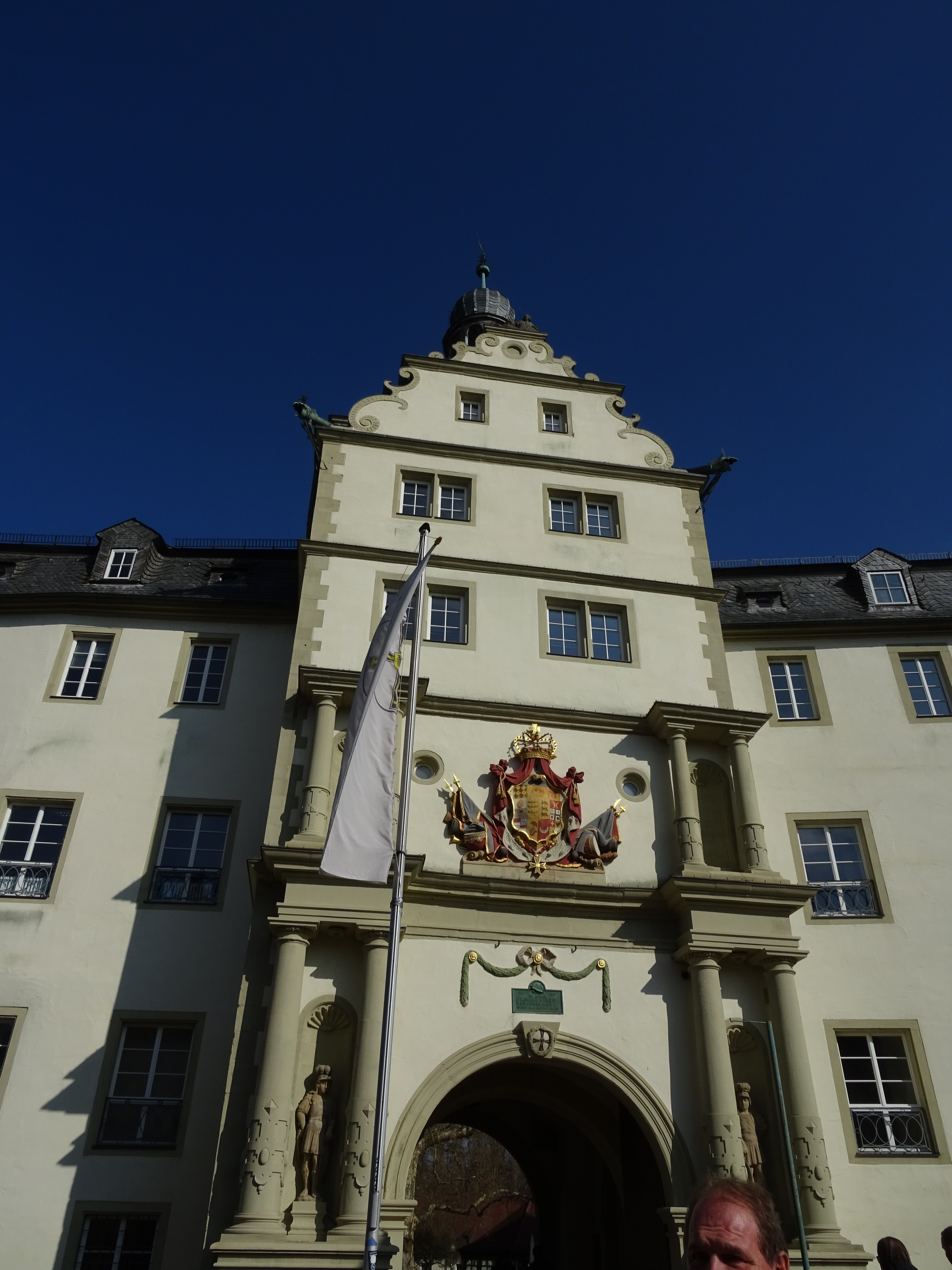
Das Wappen König Friedrich I. von Württemberg am Deutschordensschloss. Darunter in klein das Wappen des Deutschen Ordens

Das Schloss Mergentheim unterlag verschiedenen Folgenutzungen. 1827 wurde es Wohnsitz von Herzog Paul Wilhelm von Württemberg. Ab 1868 wurde das Schloss als Kaserne der Württembergischen Armee genutzt. Nach dem Zweiten Weltkrieg erfolgte 1956 die Restaurierung des Kapitelsaals und 1961 die Gründung des Deutschordensmuseums. Von 1975 bis 1996 wurde das Schloss restauriert und dient heute als bekanntes Wahrzeichen des Ortes Bad Mergentheim.

## Anlage

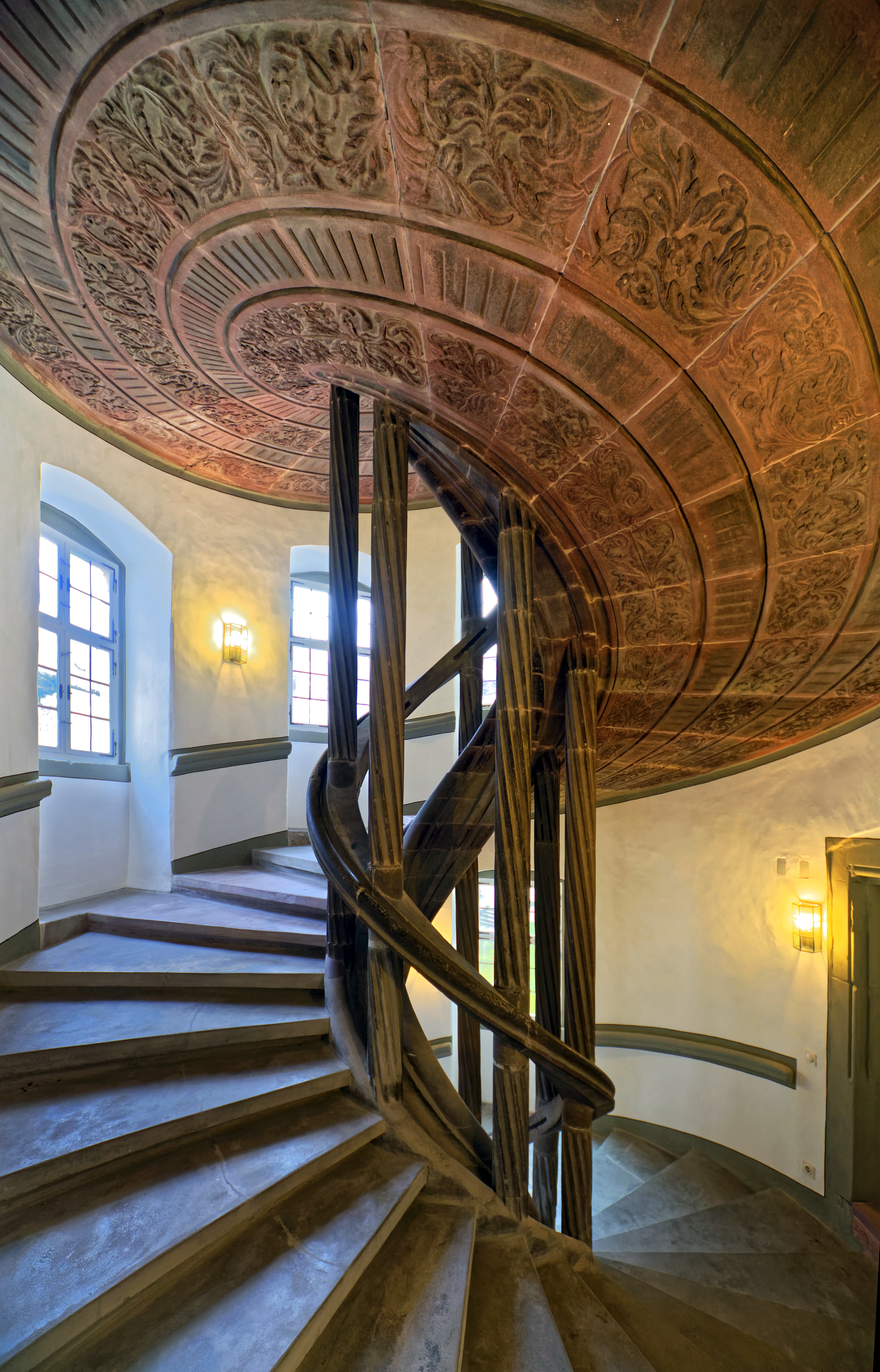
Schloss Mergentheim, Berwart-Wendeltreppe

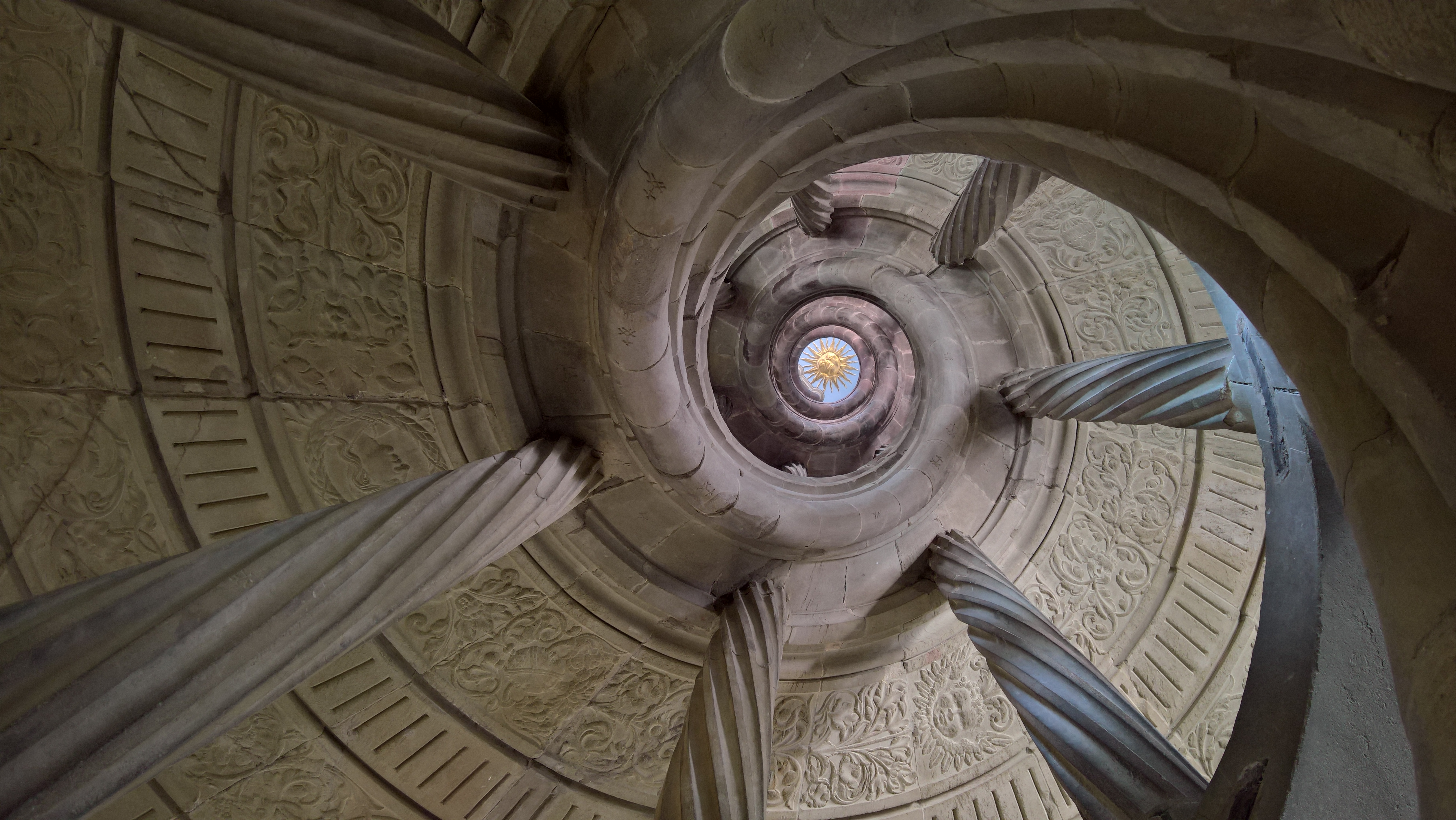
Schloss Mergentheim, Berwart-Wendeltreppe

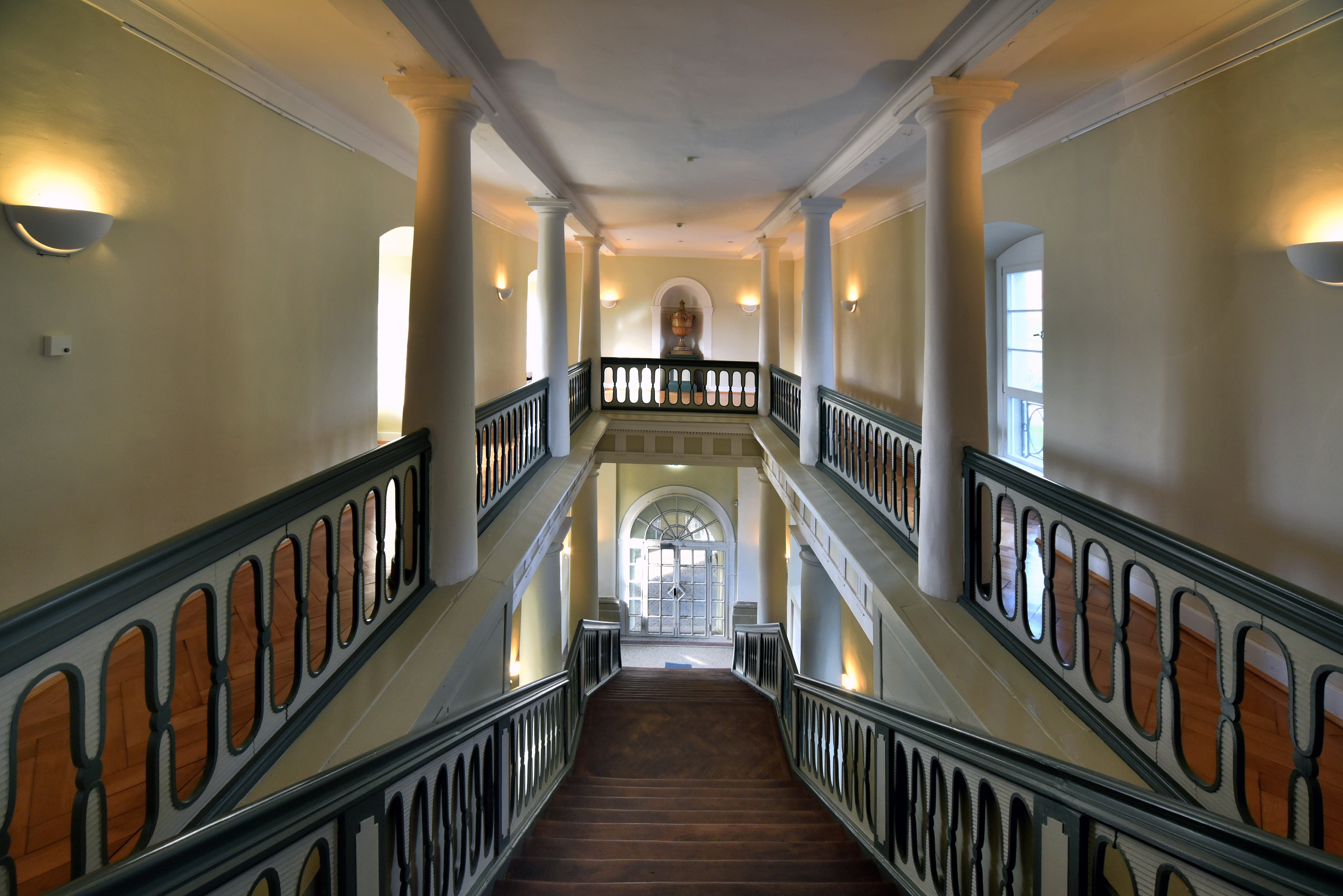
Klassizistische Hauptstiege nach Entwürfen von Hofrat Adam Stahl aus dem Jahr 1799

Die Anlage des Schlosses zeigt noch heute Spuren der ursprünglichen mittelalterlichen Wasserburg: die ringförmige Anordnung der Gebäude, gekrümmte Mauern des Nordflügels, ebenso Bewehrungen und Wassergräben. Mit der Funktion als Hauptsitz wurde die Burg Mitte des 16. Jahrhunderts immer mehr ausgebaut, und im Laufe der Zeit errichtete man eine repräsentative Renaissance-Anlage. Die berühmte Wendeltreppe des Baumeisters Blasius Berwart entstand.
Seit 1626 schließt sich an den Kern der Schlossanlage das Äußere Schloss an. Dazu gehören unter anderem der Hauptportalbau, die Brücke über den Wehrgraben sowie das Kanzlei- und Archivgebäude.
Im 18. Jahrhundert erfolgten umfangreiche Umbauten, die dem Schloss seine heutige Gestalt gaben. Die Schlosskirche wurde unter Beteiligung von Balthasar Neumann erneuert, die prachtvolle Fürstenwohnung und der Kapitelsaal 1780/82 nach einem Entwurf von Franz Anton Bagnato gebaut und der Schlosspark neu angelegt. Am Südflügel entstand ein Rokoko-Gartenfesthaus nach Plänen des Münchner Hofbaumeisters François de Cuvilliés. Von diesem Gebäude sind nur noch einige Gartenfiguren erhalten und heute im Deutschordensmuseum ausgestellt.

## Heutige Nutzung

### Landeseigenes Monument
Bis 2023 gehörte das Schloss einer gemeinnützigen GmbH, an der die Stadt Bad Mergentheim, der Main-Tauber-Kreis und das Land Baden-Württemberg beteiligt waren. Dann gaben Stadt und Kreis ihre Beteiligung auf. Schloss Mergentheim zählt seither zu den landeseigenen Monumenten, die von der Einrichtung Staatliche Schlösser und Gärten Baden-Württemberg betreut werden.

### Deutschordensmuseum
Seit 1996 steht das Schloss der Öffentlichkeit nach umfangreichen Sanierungsmaßnahmen wieder vollständig als Deutschordensmuseum zur Verfügung. Die Geschichte des Deutschen Ordens von den Anfängen 1190 bis heute wird mit Texten, Bildern und Objekten ausgebreitet. Dabei können die folgenden Aspekte besichtigt werden: Die Geschichte des Deutschen Ordens, fürstliche Räume, die Stadtgeschichte Mergentheims, Jüdisches Leben in Mergentheim – am Beispiel Hermann Fechenbach, das „Mörike-Kabinett“, die „Puppenstuben“, die „Adelsheim'sche Altertumssammlung“, das Schloss, der Schlosspark, Sammlungen verschiedener Ausstellungsstücke, eine Bibliothek, die Geschichte des Museums und eine Ausstellung „Museum unterwegs“. Gelegentlich sind im Deutschordensmuseum auch Sonderausstellungen zu wechselnden Themen vorhanden.

### Campus der DHBW Mosbach
In der Schlossanlage sind Lehrräume, Labore und Büros der Außenstelle Bad Mergentheim der DHBW Mosbach untergebracht. Angeboten werden dort aktuell duale Bachelor-Studiengänge aus den Bereichen Technik und Wirtschaft.